# Championnat des Philippines de football 2025-2026
Navigation
Philippines Football League 2024-2025 Philippines Football League 2026-2027
La saison 2025-2026 de Philippines Football League est la 8e édition de Championnat des Philippines de football sous cette appellation.
Le Kaya FC est le tenant du titre après avoir remporté pour la 3e fois la compétition.

## Réglement
La Philippines Football League est composé de dix clubs qui s'affrontent lors de confrontations aller et retour. Le champion de la Philippines Football League est l'équipe qui obtient le plus grand nombre de points après les 18 journées de championnat. Les quatre premiers du classement se qualifie pour les « PFL Final Series », qui se joue en fin de saison dans un tournoi à élimination directe. À la fin de la compétition, le champion se qualifient pour la Ligue des champions 2 2026-2027, le second pour la Challenge League 2026-2027 et le vainqueur des « PFL Final Series » se qualifie pour le Championnat ASEAN 2026-2027. Ce championnat est une ligue fermée, il n'y a ni promotion, ni relégation à l'issue de la compétition.
Le classement est calculé avec le barème de points suivant : une victoire vaut trois points, le match nul un. La défaite ne rapporte aucun point.
À égalité de points, les critères de départage sont les suivants :
1. Plus grande différence de buts ;
2. Plus grand nombre de buts marqués ;
3. Plus grande différence de buts lors des confrontations directes.

## Participants
L'édition 2025-2026 est la 2e édition à dix équipes.
| Club               | Ville   | Classement 2024-2025 | Stade                        | Capacité |
| ------------------ | ------- | -------------------- | ---------------------------- | -------- |
| Kaya FC            | Makati  | 1er                  | University of Makati Stadium | 3 295    |
| Manila Digger FC   | Taguig  | 2e                   | McKinley Hill Stadium        | 2 000    |
| One Taguig FC      | Taguig  | 3e                   | McKinley Hill Stadium        | 2 000    |
| Cebu FC            | Cebu    | 4e                   | Dynamic Herb Sports Complex  | 550      |
| Stallion Laguna FC | Binan   | 5e                   | Biñan Football Stadium       | 2 580    |
| Aguilas–UMak FC    | Makati  | 6e                   | University of Makati Stadium | 3 295    |
| Maharlika FC       | Taguig  | 7e                   | McKinley Hill Stadium        | 2 000    |
| Loyola FC          | Manille | 8e                   | Stade Rizal Memorial         | 12 873   |
| Philippine U20     | Carmona | 9e                   | PFF National Training Center | 1 000    |
| Mendiola FC 1991   | Imus    | 10e                  | CIGTO                        | 4 800    |

Légende des couleurs
- Phase de groupe de la Ligue des champions 2 2025-2026
- Tour préliminaire de la Ligue des champions 2 2026-2025
- Phase de groupe du Championnat ASEAN 2025-2026

| \| Kaya FC Aguilas–UMak FC Cebu FC Stallion Laguna FC One Taguig FC Manila Digger FC Loyola FC Maharlika FC Mendiola FC 1991 Philippine U20 \| Localisation des clubs engagés dans le championnat. |
| Kaya FC Aguilas–UMak FC Cebu FC Stallion Laguna FC One Taguig FC Manila Digger FC Loyola FC Maharlika FC Mendiola FC 1991 Philippine U20                                                           |

## Compétition

### Classement
| Rang | Équipe             | Pts | J | G | N | P | Bp | Bc | Diff |
| ---- | ------------------ | --- | - | - | - | - | -- | -- | ---- |
| 1    | Aguilas–UMak FC    | 0   | 0 | 0 | 0 | 0 | 0  | 0  | 0    |
| 2    | Cebu FC            | 0   | 0 | 0 | 0 | 0 | 0  | 0  | 0    |
| 3    | Kaya FC T          | 0   | 0 | 0 | 0 | 0 | 0  | 0  | 0    |
| 4    | Loyola FC          | 0   | 0 | 0 | 0 | 0 | 0  | 0  | 0    |
| 5    | Maharlika FC       | 0   | 0 | 0 | 0 | 0 | 0  | 0  | 0    |
| 6    | Manila Digger FC   | 0   | 0 | 0 | 0 | 0 | 0  | 0  | 0    |
| 7    | Mendiola FC 1991   | 0   | 0 | 0 | 0 | 0 | 0  | 0  | 0    |
| 8    | Philippine U20     | 0   | 0 | 0 | 0 | 0 | 0  | 0  | 0    |
| 9    | One Taguig FC      | 0   | 0 | 0 | 0 | 0 | 0  | 0  | 0    |
| 10   | Stallion Laguna FC | 0   | 0 | 0 | 0 | 0 | 0  | 0  | 0    |

| Légende : Qualifications et relégations | Légende : Qualifications et relégations                 |
| --------------------------------------- | ------------------------------------------------------- |
|                                         | Tour préliminaire de la Ligue des champions 2 2026-2027 |
|                                         | Tour préliminaire de la Challenge League 2026-2027      |
|                                         | Phase de groupe du Championnat ASEAN 2026-2027          |
|                                         | T : Tenant du titre                                     |

### Résultats
| Résultats (▼dom., ►ext.)                                   | AUFC | CCFC | KFC | LFC | MFC | MDFC | MFC91 | PU20 | OTFC | SLFC |
| Aguilas–UMak FC                                            |      | -    | -   | -   | -   | -    | -     | -    | -    | -    |
| Cebu FC                                                    | -    |      | -   | -   | -   | -    | -     | -    | -    | -    |
| Kaya FC                                                    | -    | -    |     | -   | -   | -    | -     | -    | -    | -    |
| Loyola FC                                                  | -    | -    | -   |     | -   | -    | -     | -    | -    | -    |
| Maharlika FC                                               | -    | -    | -   | -   |     | -    | -     | -    | -    | -    |
| Manila Digger FC                                           | -    | -    | -   | -   | -   |      | -     | -    | -    | -    |
| Mendiola FC 1991                                           | -    | -    | -   | -   | -   | -    |       | -    | -    | -    |
| Philippine U20                                             | -    | -    | -   | -   | -   | -    | -     |      | -    | -    |
| One Taguig FC                                              | -    | -    | -   | -   | -   | -    | -     | -    |      | -    |
| Stallion Laguna FC                                         | -    | -    | -   | -   | -   | -    | -     | -    | -    |      |
| - Victoire à domicile - Match nul - Victoire à l'extérieur |      |      |     |     |     |      |       |      |      |      |

## PSL Final Series
Les quatre premiers de la saison régulière disputent un tournoi au printemps 2026, le vainqueur participe au championnat d'Asie du Sud-Est des clubs.
|  | Demi-finale | Demi-finale | Demi-finale | Demi-finale |   |   | Finale | Finale | Finale | Finale |
|  |             |             |             |             |   |   |        |        |        |        |
|  |             |             |             |             |   |   |        |        |        |        |
|  | 1           | 0           | -           | -           |   |   |        |        |        |        |
|  | 1           | 0           | -           | -           |   |   |        |        |        |        |
|  | 4           | 0           | -           | -           |   |   |        |        |        |        |
|  | 4           | 0           | -           | -           | 0 | 0 | -      | -      |        |        |
|  |             |             |             |             | 0 | 0 | -      | -      |        |        |
|  |             |             | 0           | 0           | - | - |        |        |        |        |
|  | 2           | 0           | 0           | 0           | - | - | -      | -      |        |        |
|  | 2           | 0           |             |             |   |   |        | -      |        |        |
|  | 3           | 0           | -           | -           |   |   |        |        |        |        |
|  | 3           | 0           | -           | -           |   |   |        |        |        |        |

## Bilan de la saison
| Championnat des Philippines de football 2025-2026 |
| Champion                                          |
| Qualifications continentales                      |
| Ligue des champions 2                             |
| Challenge League                                  |
| Championnat ASEAN                                 |